# Малый Кемпаж (протока)
Малый Кемпаж — протока реки Кемпаж в Ханты-Мансийском автономном округе России. Устье реки находится в 103 км по левому берегу реки Ляпин. Длина протоки составляет 20 км. В 12 км от устья от протоки отделяется протока Повел, впадающая обратно в Большой Кемпаж. Высота истока — 17,3 м, высота устья — 16,8 м.

## Данные водного реестра
По данным государственного водного реестра России относится к Нижнеобскому бассейновому округу, водохозяйственный участок реки — Северная Сосьва, речной подбассейн реки — Северная Сосьва. Речной бассейн реки — (Нижняя) Обь от впадения Иртыша.
Код объекта в государственном водном реестре — 15020200112115300027032.